# Demetrius "Hook" Mitchell
Demetrius « Hook » Mitchell, également connu sous le nom de Waliyy Abdur Rahim (né le 10 septembre 1968) est un joueur de streetball d'Oakland, en Californie. Il est bien connu parmi les joueurs de basket-ball de la région de la baie de San Francisco à la fin des années 1980, mais malgré ses talents considérables, il n'a pas atteint la National Basketball Association (NBA). Parmi les joueurs de la NBA qui ont grandi avec Mitchell et qui parlent aujourd'hui de son talent avec beaucoup d'admiration, on trouve Brian Shaw, Antonio Davis et les All-Stars Jason Kidd et Gary Payton,. Beaucoup ont suggéré qu'il avait la capacité de devenir l'une des plus grandes stars de la NBA de tous les temps. Il fréquente le lycée McClymonds et joue pour des équipes universitaires locales, mais il est surtout connu pour sa domination dans les tournois locaux de streetball. Mitchell  est classé dans le magazine Complex au 11e rang sur une liste des « 20 plus grands joueurs de basket-ball à n'avoir jamais joué en NBA ».

## Jeunesse et débuts
Mitchell a grandi dans le quartier de Lower Bottoms à West Oakland, vivant au moins pendant un certain temps en face de South Prescott Park. Selon ses amis d'enfance, Mitchell avait un foyer instable lorsqu'il était enfant et il a été poussé dans la rue par sa volonté d'appartenir à une communauté. Il a décrit les défis qu'il a dû relever en résistant aux trafiquants de drogue lorsqu'il était enfant, alors que sa famille éprouvait des difficultés financières. Il a joué pour McClymonds High School, avec Antonio Davis, dans les années 1980. Ses difficultés scolaires l'ont initialement empêché d'aller à l'université ; il a excellé dans les tournois locaux de basket-ball 3 contre 3 et a impressionné le public en réalisant des dunks après avoir sauté par-dessus une voiture.
Il a joué une saison pour l'université Merritt College[réf. nécessaire] et deux saisons au Contra Costa College. Le plus haut niveau qu'il a atteint était de jouer pour ce qui était alors connu sous le nom de Cal State Hayward, bien qu'il ait plus tard admis qu'il ne s'était pas inscrit comme étudiant. La chute de la star du basket-ball dans la toxicomanie et le crime a détruit toute chance qu'il avait de devenir un athlète professionnel. En 1999, il a été reconnu coupable de vol à main armée dans un magasin de vidéo; il a passé les cinq années suivantes en prison, période pendant laquelle il s'est converti à l'islam, a changé son nom en Waliyy Abdur Rahim et a participé à des jeux en prison. Une grande partie des images du documentaire Hooked ont été tournées lors de visites avec lui en prison.

## Vie récente
Mitchell a été libéré de prison le 4 avril 2004. Il avait passé 51 mois en prison après avoir été accusé d'un vol à main armée dans un magasin Blockbuster. Mitchell est allé au camp d'entraînement avec les Golden State Warriors mais a été licencié. Il a notamment réalisé une séance photo pour le magazine Dime . Mitchell a signé un contrat avec Reebok et sa biographie est disponible en vidéo et en DVD. Il a été de nouveau incarcéré et libéré en mai 2011. Mitchell aurait également rejoint l'équipe de mixtape YPA ( Young Players Association ). Demetrius est l'entraîneur et fondateur de l'Oakland Mountain Dew Xtreme, une équipe de basket-ball AAU bien connue en Californie.

## Le documentaireHooked
Le documentaire Hooked: The Legend of Demetrius "Hook" Mitchell, sorti en 2003, retrace la vie de Demetrius Mitchell, qui, à 1,78 mètre, a bâti son statut de légende du basketball Outdoor grâce à ses incroyables sauts qui lui ont permis de faire un dunk à 360 degrés après avoir survolé un modèle récent de Honda Accord. L'attaquant des Milwaukee Bucks, Drew Gooden, lui attribue cet exploit de dunk au-dessus d'une voiture. Mitchell dit que son meilleur dunk était un dunk qui a brisé le panneau après un alley-oop. Le « Hook » dit qu'il joue au-dessus du panier depuis qu'il mesure 5'3", mais qu'il n'a pas réussi de dunk dans des matchs organisés avant d'avoir atteint la taille de 5'5".
Les cinéastes Michael Skolnik et William O'Neill ont interviewé Mitchell en prison, où il a décrit son éducation difficile dans les rues d'Oakland et sa lutte pour survivre. Les cinéastes ont également interviewé plusieurs stars de la NBA qui ont également grandi à Oakland, notamment Gary Payton, Jason Kidd, Antonio Davis, Drew Gooden et Brian Shaw, qui ont tous joué avec Mitchell dans la rue et ont été étonnés par ses compétences. Mitchell lui-même est montré en train de jouer des matchs de la ligue pénitentiaire et est étonnamment toujours capable de jouer au-dessus du panier. La bande sonore du film a été produite par DJ Premier. Hooked a eu sa première mondiale au Festival du film de Tribeca en 2003.
Hooked est sorti en DVD par Razor & Tie en octobre 2004 et a été projeté en avant-première dans plus de 20 festivals de cinéma aux États-Unis, dont le Festival du film de Tribeca, et a remporté des prix en 2003, allant du « Meilleur documentaire » à la médaille de bronze.[pas clair] au Rhode Island Film Festival, au San Francisco Black Film Festival, au San Francisco World Film Festival et au Worldfest Houston.
Mitchell était également l'un des principaux sujets, avec Leon Powe, du documentaire de 55 minutes de Comcast Sports de 2012, The Town Game: Two Lives, Two Paths,,.